# (849) Ara
(849) Ara ist ein Asteroid des Hauptgürtels, der am 9. Februar 1912 vom russischen Astronomen Sergej Ivanovich Beljavski am Krim-Observatorium in Simejis entdeckt wurde.
Der Name des Asteroiden ist abgeleitet von ARA, der Abkürzung für American Relief Administration, einer US-amerikanischen Hilfsoperation zur Bekämpfung einer Hungersnot in Europa und der Sowjetunion nach dem Ersten Weltkrieg.